# Unipolarité
 (décembre 2024).
Si vous disposez d'ouvrages ou d'articles de référence ou si vous connaissez des sites web de qualité traitant du thème abordé ici, merci de compléter l'article en donnant les références utiles à sa vérifiabilité et en les liant à la section « Notes et références ».
L'unipolarité est un concept en relations internationales et en géopolitique qui désigne une situation où un seul pays ou acteur domine le système international, sans pouvoir être contrebalancé. Cela signifie qu’il y a une seule superpuissance capable de projeter son influence à l’échelle mondiale, que ce soit dans les domaines politique, économique, militaire ou culturel.
L'unipolarité ne doit pas être confondu avec le concept d'empire, dans lequel un pays en contrôle d'autres.
La qualification ou non d'un monde unipolaire et ses conséquences fait débat chez les chercheurs.

## États-Unis après la Guerre froide
De la fin de la Seconde Guerre mondiale à la chute du bloc soviétique, la scène internationale est dominée par deux grandes puissances, les États-Unis et l'URSS. A la fin de la Guerre froide, l'hégémonie américaine se met en place. EN 1990, le président Bush déclare par exemple : « Il n'y a pas de substitut au leadership américain. »

## Actuellement
En 2018, Alexandre Loukine indique que le rapprochement entre la Chine et la Russie serait guidé, entre autres, par un désir de s'affranchir du monde unipolaire actuel.

## Impact sur les conflits
La durabilité d'un monde unipolaire ne fait pas l'unanimité. Selon William C. Wohlforth, la position hégémonique les États-Unis à la fin rendrait la scène internationale plus prône à la paix, les autres puissances ne pouvant pas rivaliser. Il se base sur la théorie de la stabilité hégémonique, développé pendant la Guerre froide.
A l'inverse, Nuno P. Monteiro affirme en 2011 qu'un monde unipolaire est un monde prône au conflit. En effet, « il incite à des guerres récurrentes entre la grande puissance et les puissances secondaires récalcitrantes ». Il fait remarquer que les États-Unis ont été impliqué dans des guerres pendant 13 ans sur les 22 durant lesquels il profite d'une position dominante.

## Dans l'histoire
Depuis 2019, Pierre-Luc Brisson défend l'idée d'un moment unipolaire au 11e siècle avant notre ère, lorsque Rome domine le monde méditerranéen.
En 2021, Yuan-kang Wang publie un article qui analyse deux systèmes unipolaires en Asie de l'Est : la dynastie Ming (1368-1644) et la dynastie Qing (1644-1912).